# San Mateo (Kalifornien)
San Mateo ist eine Stadt im San Mateo County im US-Bundesstaat Kalifornien mit 105.661 Einwohnern (Stand: 2020).

## Geographie
Die geographischen Koordinaten sind: 37,56° Nord, 122,31° West. Das Stadtgebiet hat eine Größe von 41,3 km². Die Nachbarstädte von San Mateo sind Burlingame im Nordwesten, Hillsborough im Westen, Highlands-Baywood Park im Südwesten, Belmont im Südosten und Foster City im Osten. Die Stadt stellt eine principal city der Metropolitan Statistical Area San Francisco–Oakland–Fremont dar, die wiederum Teil der San Francisco Bay Area ist.

## Wirtschaft und Infrastruktur
Die Stadt im Silicon Valley ist bekannt durch die vielen ortsansässigen Start-up-Unternehmen. Man vermutet, dass die große Dichte an Start-ups an der guten Erreichbarkeit durch den U.S. Highway 101 und dem naheliegenden Flughafen San Francisco liegt.
Der Wohnungsmarkt von San Mateo ist einer der teuersten des Landes. Im Februar 2018 lag der Durchschnittswert für ein Haus in San Mateo bei 1.417.400 $ und die Durchschnittsmiete lag im Jahr 2016 bei 2.242 $ pro Monat.

## Söhne und Töchter der Stadt
- Donald B. Ayer (* 1949), Jurist
- David Bakhtiari (* 1991), American-Football-Spieler
- Barry Bostwick (* 1946), Schauspieler
- Tom Brady (* 1977), American-Football-Spieler, siebenfacher Gewinner des Super Bowl
- Keith Carradine (* 1949), Schauspieler, Regisseur und Sänger
- Jackie Cruz (* 1986), US-amerikanisch-puerto-ricanische Fußballspielerin
- Erik van Dillen (* 1951), Tennisspieler
- Mary Anne Driscoll (* 1950), Jazzmusikerin
- George Dyer (* 1948), Autorennfahrer
- Sam Francis (1923–1994), Künstler
- Colin Gieg (1942–2013), Jazzmusiker
- Merv Griffin (1925–2007), Talk-Show-Moderator, Entertainer und Pianist
- Dennis Haysbert (* 1954), Schauspieler
- Renée Humphrey (* 1975), Schauspielerin
- Rodney Kageyama (1941–2018), Schauspieler
- Karen Kraft (* 1969), Ruderin
- Kitty Margolis (* 1955), Jazzsängerin
- Marc McClure (* 1957), Schauspieler
- Daniel Naroditsky (* 1995), Schachgroßmeister
- Barbara Roles (* 1941), Eiskunstläuferin
- Lori Sutton (* 1960), Schauspielerin und Playmate
- Jean Taylor (* 1944), Mathematikerin
- Michael Trucco (* 1970), Schauspieler
- Diane Varsi (1938–1992), Film- und Fernsehschauspielerin
- Rob Wasserman (1952–2016), Kontrabassspieler und Bassist
- Pegi Young (1952–2019), Sängerin und Songwriterin
- Joshua Yuan (* 2003), Badmintonspieler

## Städtepartnerschaften
San Mateo hat drei Partnerstädte:
- Varde, Dänemark
- Toyonaka, Japan
- San Pablo City, Philippinen